# Station Łaskarzówka
Station Łaskarzówka was een spoorwegstation nabij de Poolse plaats Plawniowice. Ergens na 1945 is het station gesloten.